# SpVgg Memel
SpVgg Memel (celým názvem: Spielvereinigung Memel) byl německý sportovní klub, který sídlil ve východopruském městě Memel (dnešní Klaipėda v Klaipėdském kraji).
Založen byl v roce 1924 německými občany v Litvou okupovaném Memelu. V období litevské okupace nesl název SpVgg Klaipėda. V roce 1939 bylo území města obsazeno pro změnu německou armádou, která města znovu připojila k Německu. Zaniká v roce 1945 po opětovné a tentokráte trvalé litevské anexi města Memel.

## Historické názvy
- 1924 – SpVgg Klaipėda (Spielvereinigung Klaipėda)
- 1939 – SpVgg Memel (Spielvereinigung Memel)

## Umístění v jednotlivých sezonách
Stručný přehled
Zdroj: 

- 1924–1925: LFF Lyga – sk. Klaipėda
- 1926–1928: LFF Lyga – sk. Klaipėda, Sever
- 1929–1930: LFF Lyga – sk. Klaipėda
- 1932: LFF 2 Lyga
- 1933: LFF Lyga
- 1939–1944: Bezirksliga Ostpreußen

Jednotlivé ročníky
Zdroj: 
Legenda: Z - zápasy, V - výhry, R - remízy, P - porážky, VG - vstřelené góly, OG - obdržené góly, +/- - rozdíl skóre, B - body, červené podbarvení - sestup, zelené podbarvení - postup, fialové podbarvení - reorganizace, změna skupiny či soutěže
| Litva (1924 – 1939)             |                                |        |     |     |     |     |     |     |     |     |        |
| Sezóny                          | Liga                           | Úroveň | Z   | V   | R   | P   | VG  | OG  | +/- | B   | Pozice |
| 1924                            | LFF Lyga – sk. Klaipėda        | 1      | 5   | 2   | 0   | 3   | 17  | 12  | +5  | 4   | 5.     |
| 1925                            | LFF Lyga – sk. Klaipėda        | 1      | 10  | 7   | 1   | 2   | 36  | 15  | +21 | 15  | 2.     |
| 1926                            | LFF Lyga – sk. Klaipėda, Sever | 1      | 10  | 6   | 1   | 3   | 22  | 16  | +6  | 13  | 3.     |
| 1927                            | LFF Lyga – sk. Klaipėda, Sever | 1      | 8   | 6   | 1   | 1   | 30  | 18  | +12 | 13  | 1.     |
| 1928                            | LFF Lyga – sk. Klaipėda, Sever | 1      | 8   | 4   | 0   | 4   | 21  | 22  | -1  | 8   | 2.     |
| 1929                            | LFF Lyga – sk. Klaipėda        | 1      | 8   | 3   | 2   | 3   | 13  | 9   | +4  | 8   | 3.     |
| 1930                            | LFF Lyga – sk. Klaipėda        | 1      | 6   | 4   | 0   | 2   | 14  | 12  | +2  | 8   | 2.     |
| ...                             |                                |        |     |     |     |     |     |     |     |     |        |
| 1932                            | LFF 2 Lyga                     | 2      | ... | ... | ... | ... | ... | ... | ... | ... |        |
| 1933                            | LFF Lyga                       | 1      | 12  | 5   | 1   | 6   | 11  | 15  | -4  | 11  | 5.     |
| ...                             |                                |        |     |     |     |     |     |     |     |     |        |
| Velkoněmecká říše (1939 – 1944) |                                |        |     |     |     |     |     |     |     |     |        |
| Sezóny                          | Liga                           | Úroveň | Z   | V   | R   | P   | VG  | OG  | +/- | B   | Pozice |
| 1939/40                         | Bezirksliga Ostpreußen         | 2      | ... | ... | ... | ... | ... | ... | ... | ... |        |
| 1940/41                         | Bezirksliga Ostpreußen         | 2      | ... | ... | ... | ... | ... | ... | ... | ... |        |
| 1941/42                         | Bezirksliga Ostpreußen         | 2      | ... | ... | ... | ... | ... | ... | ... | ... |        |
| 1942/43                         | Bezirksliga Ostpreußen         | 2      | ... | ... | ... | ... | ... | ... | ... | ... |        |
| 1943/44                         | Bezirksliga Ostpreußen         | 2      | ... | ... | ... | ... | ... | ... | ... | ... |        |

## SpVgg-2 Klaipėda
SpVgg-2 Klaipėda byl rezervním týmem SpVgg Klaipėdy (Memelu). Největšího úspěchu dosáhl v sezóně 1927, kdy hrál společně s A-týmem v litevské nejvyšší soutěži.

### Umístění v jednotlivých sezonách
Stručný přehled
Zdroj: 
- 1927: LFF Lyga – sk. Klaipėda, Sever

Jednotlivé ročníky
Zdroj: 
Legenda: Z - zápasy, V - výhry, R - remízy, P - porážky, VG - vstřelené góly, OG - obdržené góly, +/- - rozdíl skóre, B - body, červené podbarvení - sestup, zelené podbarvení - postup, fialové podbarvení - reorganizace, změna skupiny či soutěže
| Litva (1927) |                                |        |   |   |   |   |    |    |     |     |        |
| Sezóny       | Liga                           | Úroveň | Z | V | R | P | VG | OG | B   | +/- | Pozice |
| 1927         | LFF Lyga – sk. Klaipėda, Sever | 1      | 8 | 3 | 1 | 4 | 16 | 27 | -11 | 7   | 4.     |